# Sphenomorphus necopinatus
Espèce
Synonymes
- Lygosoma necopinatum Brongersma, 1942

Sphenomorphus necopinatus est une espèce de sauriens de la famille des Scincidae.

## Répartition
Cette espèce est endémique de l'île de Java en Indonésie.

## Publication originale
- Brongersma, 1942 : Notes on scincid lizards. Zoologische Mededelingen Leiden, vol. 24, p. 125-152 (texte intégral).